# سیستنیل‌دوپا
سیستنیل‌دوپا (به انگلیسی: Cysteinyldopa) یک کتکولامین است که در بیماری ملانومای بدخیم افزایش سطح خونی و ادراری آن مشاهده میشود.
سیستنیل‌دوپا با فرمول شیمیایی C12H16N2O6S یک ترکیب شیمیایی با شناسه پاب‌کم 29719 است. که جرم مولی آن ۳۱۶٫۳۳۰۲۴ g/mol می‌باشد. 